# Neil Marten
Harry Neil Marten (3 décembre 1916 - 22 décembre 1985) est un homme politique du Parti conservateur britannique. 

## Biographie
Né à Lambeth, Marten fait ses études à l'école Rossall. Pendant la Seconde Guerre mondiale il est parachuté en France dans le cadre de l'opération Jedburgh pour travailler avec la résistance française et plus tard avec la résistance norvégienne. Il travaille au Foreign Office 1947–57 et est avocat et conseiller en expédition maritime. 
Marten est député de Banbury de 1959 à 1983, ministre junior de l'aviation de 1962 à 1964 et ministre du Développement d'outre-mer sous Margaret Thatcher. Marten est l'un des principaux opposants à la Communauté économique européenne. À la fin de son mandat au Parlement, il est fait chevalier le 6 janvier 1983. Il est décédé dans le Dorset à 69 ans. 
Il est directeur de la compagnie maritime privée et aéronautique Davies and Newman et est en fonction quand elle est introduite à la Bourse de Londres en 1971 et est associé à la société depuis 1962 . 
Fervent conteur, Marten raconte l'histoire d'une tournée qu'il a faite autour du palais de Westminster avec ses électeurs de Banbury. En parcourant le labyrinthe de couloirs, ils tournèrent à un coin et rencontrèrent Lord Hailsham, le Lord grand chancelier, vêtu de toutes les insignes de son poste. Reconnaissant son collègue parlementaire au milieu des électeurs de Banbury, Hailsham a explosé, «Neil». 